# Casa de Ispahbudhan

La Casa de Ispahbudhan o la Casa de Aspahbadh' fue uno de los siete clanes partos del Imperio sasánida. Al igual que los sasánidas, reivindicaban su ascendencia de la dinastía aqueménida. También reivindicaban su ascendencia de la legendaria figura  kayánida, Isfandiyar, que era hijo de Vishtaspa, que según las fuentes zoroastrianas era uno de los primeros seguidores de Zoroastro.